# Norsk Polarinstitutt

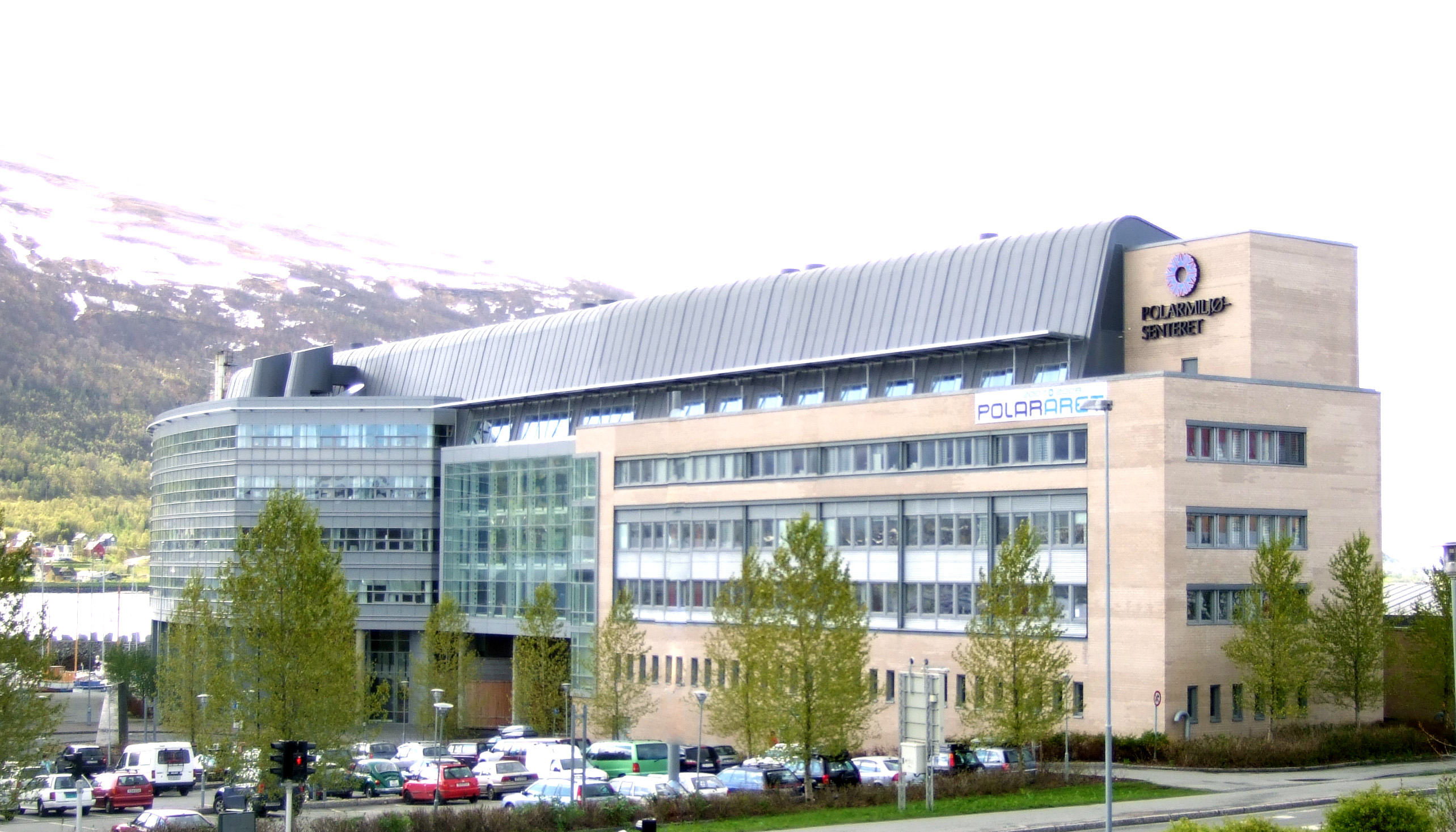
Il palazzo del Norsk Polarinstitutt a Tromsø

Il Norsk Polarinstitutt è l'istituto nazionale norvegese per la ricerca polare, gestito dal Ministero dell'Ambiente norvegese.
L'istituto organizza le spedizioni nelle regioni artiche e antartiche e gestisce una stazione di ricerca a Ny-Ålesund. I suoi offici si trovano a Tromsø e alle Svalbard, insieme a una stazione di ricerca nella Terra della regina Maud, e vi lavorano circa 150 persone.
Venne fondato come Norges Svalbard- og Ishavsundersøkelser da Adolf Hoel nel 1928.

## Direttori
- 1948-1957: Harald Ulrik Sverdrup
- 1957-1960: Anders K. Orvin
- 1960-1983: Tore Gjelsvik
- 1983-1991: Odd Rogne
- 1991-1993: Nils Are Øritsland
- 1993-2005: Olav Orheim
- 2005- : Jan-Gunnar Winther